# Reineckea
Reineckea là một chi thực vật có hoa trong họ Asparagaceae. Đây là chi đơn loài Reineckea carnea.